# Les Ossements de Kahekili
Les Ossements de Kahekili (titre original : The Bones of Kahekili) est une nouvelle de l'écrivain américain Jack London, publiée, après sa mort, aux États-Unis en 1919.

## Historique
La nouvelle est publiée initialement dans le Cosmopolitan en juillet 1919, avant d'être reprise dans le recueil On the Makaloa Mat en septembre 1919.

## Résumé
À Hawaii, en 1880, Hardman Pool, un vieillard américain, devenu chef de tribu par son mariage, distribue quelques dollars à ses gardiens de troupeau, tous apparentés à sa femme Kalama. Reste le cas de Kumuhana, un serviteur bien plus âgé que lui. Contre un bourricot et quelques gin-lait, lui révélera-t-il où se trouvent les os de Kahekili, un grand chef ancêtre de Kalama ?

## Éditions

### Éditions en anglais
- The Bones of Kahekili, dans le Cosmopolitan, périodique, juillet 1919.
- The Bones of Kahekili, dans le recueil On the Makaloa Mat, New York ,The Macmillan Co, septembre 1919.

### Traductions en français
- Les Ossements de Kahekili, traduction probable de Louis Postif, en 1939-1940.
- Les Ossements de Kahekili, traduction de Louis Postif, in Histoires des îles, recueil, U.G.E., 1975.
- Les Os de Kahekili, traduit par Aurélie Guillain, Gallimard, 2016[1].

## Source
- « Bibliographie de Jack London », sur jack-london.fr (consulté le 28 février 2024)